# Kazimierz Makarewicz

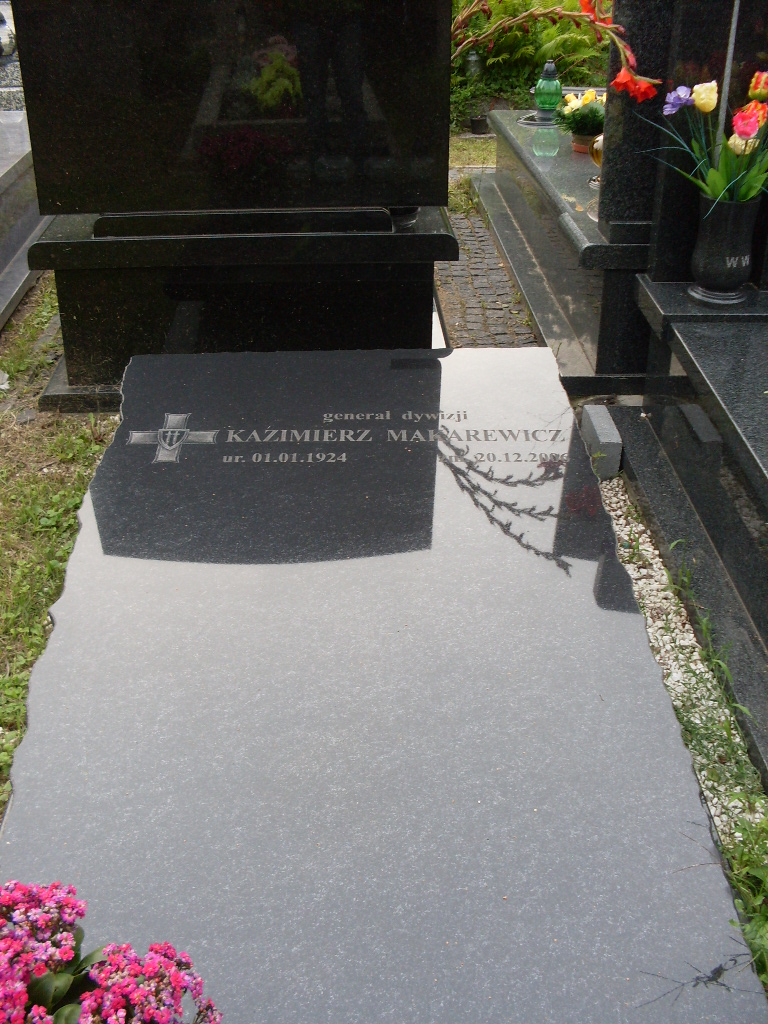
Grób gen. dyw. Kazimierza Makarewicza na Cmentarzu Wojskowym na Powązkach.

Kazimierz Makarewicz (ur. 1 stycznia 1924 w Niewirkowie, zm. 20 grudnia 2006 w Warszawie) – generał dywizji ludowego Wojska Polskiego.

## Życiorys
Był synem Stanisława, osadnika wojskowego i Teresy z Chęclewskich. 10 lutego 1940 roku został deportowany wraz z rodziną w głąb ZSRR, do posiołoka Połdniewica, w powiecie szaryńskim (obwód gorkowski). Jesienią tego roku jego rodzina została przesiedlona do obozu Diesiatok niedaleko jez. Onega, gdzie pracowała przy wyrębie tajgi. Jesienią 1941 roku rodzina Makarewiczów została przesiedlona nad jezioro Aralskie, a następnie do kołchozu Erkan, w obwodzie kurgańskim. Wiosną 1943 roku razem z młodszym bratem Tadeuszem wyruszył z Erkanu do Sielc nad Oką, natomiast pozostali członkowie rodziny w październiku 1944 roku zostali przesiedleni do sowchozu
Pieremożec, w obwodzie zaporoskim, a 5 kwietnia 1946 roku powrócili do Polski i osiedlili w Nowej Soli.
13 maja 1943 roku zgłosił się, jako ochotnik do formującej się 1 Polskiej Dywizji Piechoty im. Tadeusza Kościuszki. Po ukończeniu szkolenia podstawowego w 3 pułku piechoty został przydzielony do sztabu 2 pułku piechoty, w charakterze pisarza. W październiku 1943 roku walczył w bitwie pod Lenino. 7 września 1944 roku, po ukończeniu „pełnego kursu nauk” w Centralnej Szkole Podchorążych Wojska Polskiego w Riazaniu został mianowany podporucznikiem ze starszeństwem z dniem 15 września 1944 roku w korpusie oficerów piechoty.
W 1945 roku dowodził kompanią w Oficerskiej Szkole Piechoty nr 1 w Krakowie, a później w Oficerskiej Szkole Piechoty nr 3 w Inowrocławiu. W okresie od 7 stycznia do 13 listopada 1946 roku był słuchaczem Kursu Dowódców Batalionów w Centrum Wyszkolenia Piechoty w Rembertowie. Po ukończeniu kursu został przydzielony do 55 pułku piechoty w Elblągu i wyznaczony na stanowisko adiutanta, a następnie komendanta szkoły podoficerskiej. W okresie od 12 grudnia 1947 roku do 9 listopada 1950 roku był słuchaczem pierwszego kursu w Akademii Sztabu Generalnego im. gen. broni Karola Świerczewskiego w Warszawie.
Po ukończeniu studiów krótko pełnił obowiązki na stanowisku pomocnika szefa Wydziału Operacyjno-Szkoleniowego Sztabu 2 Korpusu Piechoty w Poznaniu, a następnie dowódcy batalionu w 15 pułku piechoty w Skwierzynie. Przez kolejnych sześć lat dowodził: 17 pułkiem piechoty w Międzyrzeczu (1951–1953), 69 pułkiem zmechanizowanym w Kostrzynie nad Odrą (1953–1955) i 34 pułkiem zmechanizowanym w Słupsku (1956–1957). W 1958 roku ukończył kurs w Akademii Sztabu Generalnego im. gen. broni Karola Świerczewskiego. Równolegle studiował zaocznie na Wydziale Prawa i Administracji Uniwersytetu im. Adama Mickiewicza w Poznaniu. W 1961 roku uzyskał tytuł magistra prawa.
Po przeszkoleniu został przeniesiony do garnizonu Szczecin, gdzie objął stanowisko zastępcy dowódcy 12 Dywizji Zmechanizowanej do spraw liniowych. Przez pierwsze dwa lata służby na tym stanowisku był zastępcą gen. bryg. Wojciecha Jaruzelskiego.
W 1963 roku na zebraniu zespołu partyjnego Ministerstwa Obrony Narodowej, na wniosek gen. dyw. Wojciecha Jaruzelskiego, został wyznaczony na stanowisko dowódcy 6 Pomorskiej Dywizji Powietrznodesantowej w Krakowie. Jako dowódca popularnych „czerwonych beretów” wzmógł dyscyplinę w oddziałach dywizji. Przy niewątpliwych zaletach nie skakał ze spadochronem, co było wymagane na tym stanowisku służbowym. Cierpiał wówczas na kamicę nerkową.
W tym samym roku został przeniesiony na stanowisko dowódcy 15 Dywizji Zmechanizowanej im. Gwardii Ludowej w Olsztynie. 20 czerwca 1966 roku objął dowództwo 2 Warszawskiej Dywizji Zmechanizowanej im. gen. Henryka Dąbrowskiego w Nysie. Z kolei 18 sierpnia 1966 roku zastąpił płk. Józefa Jaworskiego na stanowisku dowódcy 4 Pomorskiej Dywizji Zmechanizowanej im. Jana Kilińskiego w Krośnie Odrzańskim. Wiosną 1968 roku obowiązki dowódcy dywizji zdał płk. dypl. Jerzemu Góralowi i przeszedł do dyspozycji MON. W 1969 roku został wyznaczony na stanowisko komendanta Garnizonu Miasta Stołecznego Warszawy. Trzy lata później został zastępcą dowódcy Warszawskiego Okręgu Wojskowego do spraw liniowych. W 1972 ukończył Kurs Doskonalenia Wyższej Kadry WP w Akademii Sztabu Generalnego im. gen. broni Karola Świerczewskiego. Na mocy uchwały Rady Państwa PRL z 3 października 1975 roku został mianowany generałem brygady. Nominację wręczył mu 10 października 1975 w Belwederze I sekretarz Komitetu Centralnego PZPR Edward Gierek w obecności przewodniczącego Rady Państwa prof. Henryka Jabłońskiego. Przez siedem lat był jednym z najbliższych współpracowników ówczesnego dowódcy okręgu, gen. dyw. Włodzimierza Oliwy. W 1979 roku został I zastępcą szefa Głównego Zarządu Szkolenia Bojowego WP. Służbę na tym stanowisku pełnił przez kolejnych dziesięć lat. 8 maja 1985 roku Minister Obrony Narodowej „w uznaniu wojennego męstwa i bohaterstwa na frontach II wojny światowej, wzorowej służby w siłach zbrojnych PRL oraz szczególnych zasług dla socjalistycznej ojczyzny” wyróżnił go wpisem do „Honorowej Księgi Czynów Żołnierskich”. Na mocy uchwały Rady Państwa PRL z 17 września 1987 roku został mianowany generałem dywizji. Nominację wręczył mu 9 października 1987 w Belwederze przewodniczący Rady Państwa, Zwierzchnik Sił Zbrojnych PRL gen. armii Wojciech Jaruzelski.
10 listopada 1989 roku został oficjalnie pożegnany przez Ministra Obrony Narodowej, gen. armii Floriana Siwickiego w związku z zakończeniem zawodowej służby wojskowej. Z dniem 10 kwietnia 1990 roku został przeniesiony w stan spoczynku.
Zmarł 20 grudnia 2006 roku w Warszawie. Został pochowany 3 stycznia 2007 r. na Cmentarzu Wojskowym na Powązkach. W pogrzebie uczestniczyło liczne grono generałów i oficerów WP, w tym były minister obrony narodowej, gen. armii w st. spocz. Florian Siwicki, który wygłosił mowę pożegnalną.

## Życie prywatne
Jego bratem był płk Tadeusz Makarewicz. Żonaty z Marią, lekarzem – stomatologiem. Małżeństwo miało córkę i syna gen. dyw. Piotra Makarewicza.

## Awanse
W trakcie wieloletniej służby w ludowym Wojsku Polskim otrzymywał awanse na kolejne stopnie wojskowe:
- podporucznik – 7 września 1944
- porucznik – 1945
- kapitan – 1947
- major – 1951
- podpułkownik – 1956
- pułkownik – 1 października 1960 z dniem 12 października 1960 w korpusie osobowym oficerów wojsk pancernych, w grupie dowódczo-sztabowej
- generał brygady – 3 października 1975
- generał dywizji – 17 września 1987

## Ordery i odznaczenia
Polskie:
- Krzyż Oficerski Orderu Odrodzenia Polski – 12 października 1963
- Order Sztandaru Pracy I klasy – 3 września 1980
- Order Sztandaru Pracy II klasy – 17 września 1973
- Order Krzyża Grunwaldu III klasy – 20 lutego 1968
- Srebrny Medal „Zasłużonym na Polu Chwały” – 24 grudnia 1945
- Medal 30-lecia Polski Ludowej – 22 lipca 1974
- Medal 40-lecia Polski Ludowej – 22 lipca 1984
- Medal Zwycięstwa i Wolności 1945 – 9 maja 1946
- Krzyż Bitwy pod Lenino – 5 października 1988
- Złoty Medal „Siły Zbrojne w Służbie Ojczyzny” – 12 października 1958
- Srebrny Medal „Siły Zbrojne w Służbie Ojczyzny” – 12 października 1953
- Brązowy Medal „Siły Zbrojne w Służbie Ojczyzny” – 12 października 1951
- Złoty Medal „Za zasługi dla obronności kraju” – 10 października 1974
- Srebrny Medal „Za Zasługi dla Obronności Kraju” – 10 października 1970
- Brązowy Medal „Za Zasługi dla Obronności Kraju” – 29 listopada 1966
- Medal im. Ludwika Waryńskiego – 1988[10]
- Odznaka Kościuszkowska
- Medal "Za długoletnią, ofiarną służbę" (nadany przez ministra obrony narodowej, 1989)

Radzieckie:
- Order Czerwonego Sztandaru – 9 października 1973
- Medal „Za zwycięstwo nad Niemcami w Wielkiej Wojnie Ojczyźnianej 1941–1945” – 21 lutego 1946
- Medal jubileuszowy „Dwudziestolecia zwycięstwa w Wielkiej Wojnie Ojczyźnianej 1941–1945” – 24 lutego 1972
- Medal jubileuszowy „Trzydziestolecia zwycięstwa w Wielkiej Wojnie Ojczyźnianej 1941–1945” – 31 maja 1975
- Medal jubileuszowy „Czterdziestolecia zwycięstwa w Wielkiej Wojnie Ojczyźnianej 1941–1945” – 5 maja 1985

Rosyjskie:
- Order Żukowa – 6 marca 1995
- Medal jubileuszowy „50-lecia zwycięstwa w Wielkiej Wojnie Ojczyźnianej 1941–1945” – 22 marca 1995
- Medal 60-lecia Zwycięstwa w Wielkiej Wojnie Ojczyźnianej 1941–1945 – 25 kwietnia 2005

Czechosłowackie:
- Order Czerwonej Gwiazdy – 6 czerwca 1979